# لوسيل خان
لوسيل خان (بالإنجليزية: Lucille Kahn)‏ هي ممثلة أمريكية، ولدت في 1902، وتوفيت في 1995.